# Kyphopyge granulosa
Kyphopyge granulosa är en mångfotingart som beskrevs av Carl Graf Attems 1931. Kyphopyge granulosa ingår i släktet Kyphopyge och familjen Chelodesmidae. Inga underarter finns listade i Catalogue of Life.